# 페르난도 카요

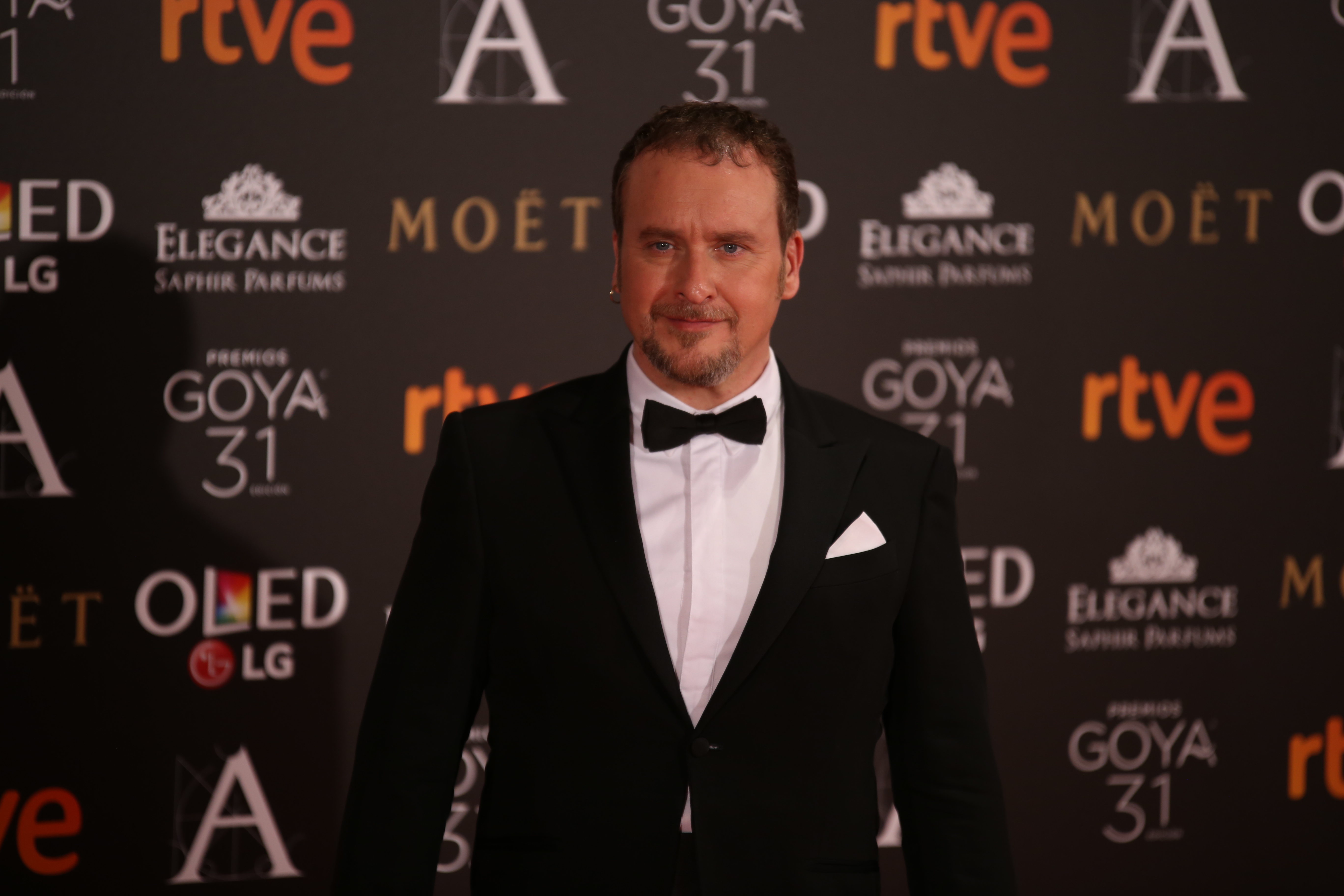

페르난도 카요(Fernando Cayo, 1968년 4월 22일~)는 스페인의 배우이다.
바야돌리드에서 태어났다.

## 영화
- 마드리드를 파괴하라(2016년)
- 사랑이 지나간 자리(2015년)
- 레트리뷰션 : 응징의 날(2015년) - 에스피노사 역
- 올모스트 이노센트(2012년) - 알베르토 역
- 내가 사는 피부(2011년) - 메디코 역
- 페이퍼 버드(2010년)
- 키드넵: 한밤의 침입자(2010년) - 아빠, 제이미 역
- 경쟁자(2007년)
- 마타하리스(2007년)
- 오퍼나지: 비밀의 계단(2007년) - 카를로스 역
- 로보(2004년)
- 사기꾼들(2004년)
- 루나의 게임(2001년)